# Paul Lloyd Jr.
Paul Lloyd Jr. (Kaapstad, 3 maart 1981) is een Zuid-Afrikaans professioneel worstelaar die werkzaam was bij WWE als Justin Gabriel. Hij worstelt nu in het onafhankelijke circuit onder de ringnaam PJ Black

## In het worstelen
- Finishers
  - 450° splash

- Signature moves
  - Discus elbow smash
  - Spin kick
  - Springboard crossbody
  - STO
  - Superkick

## Prestaties
- Cornish Pro Wrestling
  - LEP Heavyweight Championship (1 keer)
- Destiny World Wrestling
  - DWW Championship (1 keer)
- Florida Championship Wrestling
  - FCW Florida Heavyweight Championship (1 keer)
  - FCW Florida Tag Team Championship (1 keer) - met Kris Logan
- German Wrestling Federation
  - GWF Berlin Championship (1 keer)
- Global Force Wrestling
  - GFW NEX*GEN Championship (1 keer)
  - GFW NEX*GEN Championship Toernooi (2015)
- Lucha Underground
  - Lucha Underground Trios Championship (1 time) – met Jack Evans & Johnny Mundo
- Pro Wrestling Illustrated
  - Feud of the Year (2010) The Nexus vs. WWE
  - Most Hated Wrestler of the Year (2010) als lid van The Nexus
  - Gerangschikt op nummer 61 van de Top 500 singles worstelaars in de PWI 500 in 2011
  - Gerangschikt op nummer 140 van de Top 500 singles worstelaars in de PWI 500 in 2019
- Rogue Wrestling
  - WWEDM Championship (1 keer)
  - WWEDM Title Tournament (2018)
- Slamforce Africa
  - SFA World Championship (1 keer, huidig)
- Southside Wrestling Entertainment
  - SWE Tag Team Championship (1 keer) - Tegan Nox
- TNA
  - TNA King of the Mountain Championship (1 keer)
  - King of the Mountain (2015)

- World Wrestling Entertainment
  - WWE Tag Team Championship (3 keer met Heath Slater)
  - Slammy Award
    - Shocker of the Year (2010) de debuut of The Nexus
    - Animal of the Year (2014) – als The Bunny

- World Wrestling Professionals
  - WWP World Cruiserweight Championship (1 keer)